# Noda (plateforme)
Pour les articles homonymes, voir Noda (homonymie).
Noda est une plateforme bancaire internationale libre fondée en février 2020 à Londres, au Royaume-Uni, par Lasma Kuhtarska et Igor Loktev. L'entreprise est spécialisée dans l'optimisation des opérations des commerçants en ligne. La plateforme a des partenariats avec 1 650 banques dans 28 pays et plus de 30 000 agences bancaires dans le monde.

## Historique
Noda a été fondée par Lasma Kuhtarska et Igor Loktev en février 2020 à Londres, au Royaume-Uni,. L'année suivante, en avril 2021, l'entreprise a lancé la version bêta de ses paiements bancaires libres. En juillet 2022, Noda a connecté la majorité des banques de l'UE et du Royaume-Uni. En octobre 2022, les paiements B2C ont été lancés. En février 2023, Noda s'associe à Wargaming, un éditeur de jeux multiplateformes, pour lancer des paiements bancaires libres instantanés pour leurs jeux. Cette collaboration a permis d'introduire plusieurs méthodes de paiement en ligne, incluant les transactions de compte à compte (A2A),,. En décembre 2023, de nouveaux services incluant les services de données AIS et les liens de paiement générés par l'IA ont été lancés.
Le 4 octobre 2023, Noda a formé un partenariat avec Tickets Travel Network, une société de distribution de voyages dans la région EMEA,,. En février 2024, Noda a introduit la vérification d'identité et des mesures antifraude innovantes. En mai 2024, elle a étendu ses activités au Canada, à l'Australie et au Brésil, en créant des sociétés dans ces pays,.
Fin 2024, Noda a introduit sa plateforme d’orchestration Pay & Go, visant à simplifier l’inscription, les procédures Know Your Customer (KYC) et la gestion des paiements pour les entreprises et leurs clients,.    
En janvier 2025, Noda a lancé des pages de paiement alimentées par l’IA, destinées aux créateurs de contenu et aux PME, leur permettant de créer des interfaces de paiement personnalisées sans connaissances techniques avancées,.
En mars 2025, Noda a déployé un service de paiement par code QR pour les commerçants hors ligne au Royaume‑Uni, leur permettant d’accepter des paiements de compte à compte sans terminal de carte traditionnel,.
En avril 2025, la société a enregistré sa marque auprès de l’Union européenne afin de renforcer la protection de son identité dans les États membres.
En juin 2025, Noda s’est associée à la plateforme de facturation lituanienne Invoice123 pour étendre ses services de paiements en temps réel aux petites entreprises. Parallèlement, l’entreprise a lancé Noda Prime, une solution conçue pour aider les streamers à recevoir des dons avec des frais réduits et une interaction améliorée avec leur audience.

## Activités
Noda propose une API bancaire libre pour les entreprises en ligne afin d'intégrer les paiements bancaires directs, en se concentrant sur les services marchands tels que le KYC, le traitement des paiements, la prévision de la valeur à vie et l'optimisation de l'UX,. Ses principaux marchés sont l'UE, le Royaume-Uni, le Canada, l'Australie et le Brésil.
Elle est partenaire de 1 650 banques dans 28 pays, et a accès à plus de 30 000 agences bancaires dans le monde,.
Noda opère à travers dix entités juridiques en Lettonie, Pologne, Lituanie, Malte, Chypre, Espagne, Brésil, Australie et Canada. Son siège social, Naudapay Limited, est situé à Londres, au Royaume-Uni,.